# Plano Morrison-Grady

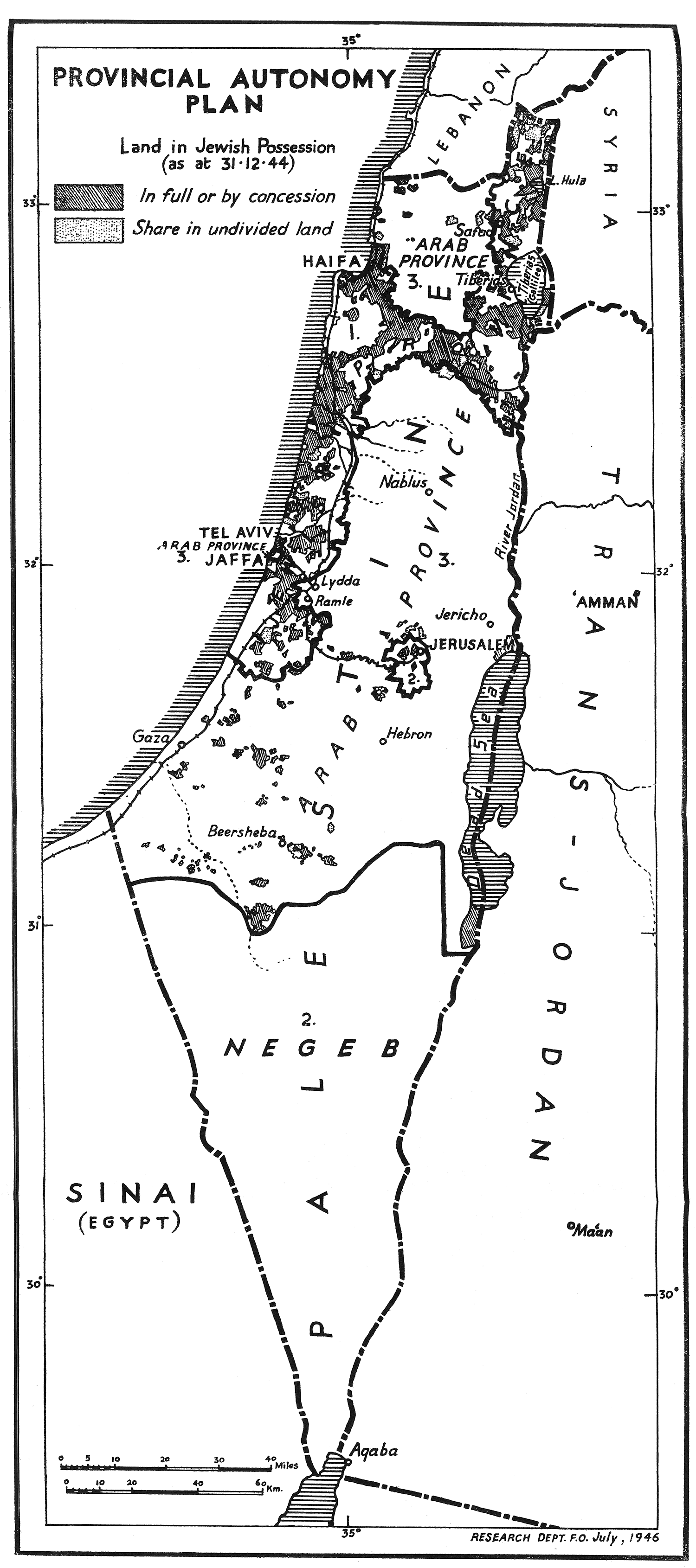
Plano de Autonomia Provincial proposto pelo comitê Morrison-Grady

O Plano Morrison-Grady, também conhecido como Plano Morrison ou Plano de Autonomia Provincial, foi um plano conjunto anglo-americano anunciado em 31 de julho de 1946 para a criar uma tutela federal unitária na Palestina Mandatária. 
O plano efetivamente criou vários estados semiautônomos, todos mantidos sob o domínio britânico. Os britânicos apoiaram esse plano porque o controle da Palestina seria uma forma de manter sua presença no Oriente Médio. A Liga Árabe queria que o Mandato Britânico fosse abolido e as reivindicações sionistas rejeitadas. Os sionistas, com apoio do governo norte-americano, não apoiaram o plano devido à imprecisão que entendiam conferir aos britânicos autonomia para explorar o acordo. 

## Estágios iniciais
Após a emissão do relatório do Comitê de Inquérito Anglo-Americano em 20 de abril de 1946, um novo comitê foi criado para estabelecer como as recomendações do primeiro comitê poderiam ser implementadas. Esse novo comitê foi liderado pelo vice-primeiro-ministro britânico Herbert Morrison e pelo diplomata americano Henry F. Grady. Morrison apresentou o plano ao Parlamento Britânico em 31 de julho de 1946. 

## Imigração
Na reunião do Gabinete Britânico em 1º de agosto de 1946, foi anunciado que mais de 2.000 imigrantes ilegais estavam indo para a Palestina, e que até 8.000 a 9.000 judeus poderiam ser detidos no Chipre. No dia 7 de agosto, buscando impedir uma revolta da população árabe na região, o Gabinete decidiu que os imigrantes ilegais seriam deportados para o Chipre. O governo britânico aguardava a concordância de Truman para a implementação do Plano Morrison-Grady. Mas no dia 12 de agosto, Truman anunciou que não apoiaria o plano. No dia seguinte, mais de 1.200 imigrantes ilegais franceses e gregos foram detidos e deportados para o Chipre. 

## Truman

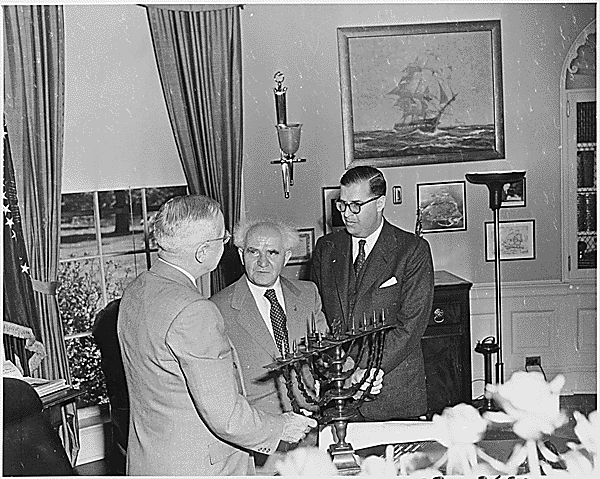
Truman no Salão Oval, recebendo uma Menorá de Hanukkah do primeiro-ministro de Israel, David Ben-Gurion (centro). À direita está Abba Eban, embaixador de Israel nos Estados Unidos.

Nos Estados Unidos, o apoio inicial do Presidente Truman ao plano mudou após o lobby sionista americano contra ele antes das eleições intercalares de Novembro. Em sua Declaração do Yom Kippur, em outubro de 1946, Truman sugeriu um compromisso entre os esforços sionistas e britânicos. Os sionistas ficaram descontentes com seu pedido para "preencher a lacuna" entre os diferentes planos de autonomia, o que foi interpretado como uma tentativa indelicada de conquistar o voto dos judeus norte-americanos.  A pressão dos eleitores sionistas fez com que o presidente Truman rejeitasse o plano, apesar de ter sido proposto por um indicado do próprio Truman. Neste momento, os Estados Unidos não tinham uma política para a Palestina. Em 1 de outubro, os britânicos convocaram a Conferência de Londres de 1946-1947, onde o plano seria proposto como plano de partida para uma nova proposta. 

## Conteúdo
Sob os termos do Plano Morrison-Grady, as províncias judaicas e árabes exerceriam autogoverno sob supervisão britânica, enquanto Jerusalém e o Negev continuariam sob controle direto dos britânicos. Haveria um setor judeu, um árabe, Jerusalém e a região de Negev, todos sob o controle geral dos britânicos. As questões ficariam principalmente nas mãos das autoridades locais, com o governo central tendo a palavra final. O texto dava margem a diferentes interpretações sobre quanto poder de fato os distritos locais teriam, e isso causou rejeição de sionistas e do governo americano. A província judaica proposta era também muito pequena e densamente povoada, uma vez que o plano incluía uma disposição para a admissão de 100.000 judeus deslocados, o que agravaria essa concentração. Para os britânicos, o Plano Morrison-Grady mantinha a sua influência no Oriente Médio no pós-guerra.

## Reações
O diplomata norte-americano Grady insistiu que os judeus ficariam com as "melhores terras da Palestina", assumindo a admissão de cerca de 100.000 da Europa sob o Mandato Britânico. De acordo com o The New York Times, sob o plano Morrison-Grady, os judeus ficariam restritos a 1.500 milhas quadradas — um número muito menor do que os 2.600 que o Relatório Peel havia recomendado em 1936. Por causa disso, surgiram especulações de que os britânicos estavam tentando construir um gueto judeu na Palestina. Truman negou estas alegações, observando que os “judeus obtêm a melhor parte da Palestina como sua província”. 
Os estados árabes discutiram o plano com os britânicos na Conferência de Londres de 1946-1947, onde o rejeitaram, alegando que ele levaria à partição da Palestina, e propuseram substituí-lo por um estado unitário independente. Os judeus, que já haviam rejeitado o plano em uma conferência sionista separada, recusaram-se a participar desta conferência. Eles condicionaram a sua presença à libertação dos seus líderes detidos para os representarem à mesa, o que os britânicos não permitiram. 
Em uma reunião posterior da Conferência, em fevereiro seguinte, a Grã-Bretanha propôs um plano, conhecido como Plano Bevin, para uma tutela britânica de cinco anos. A tutela deveria levar a um acordo permanente entre todas as partes. Quando tanto os árabes como os judeus rejeitaram o plano, a Grã-Bretanha decidiu remeter o assunto às Nações Unidas, o que levou à criação do Comitê Especial das Nações Unidas para a Palestina. 

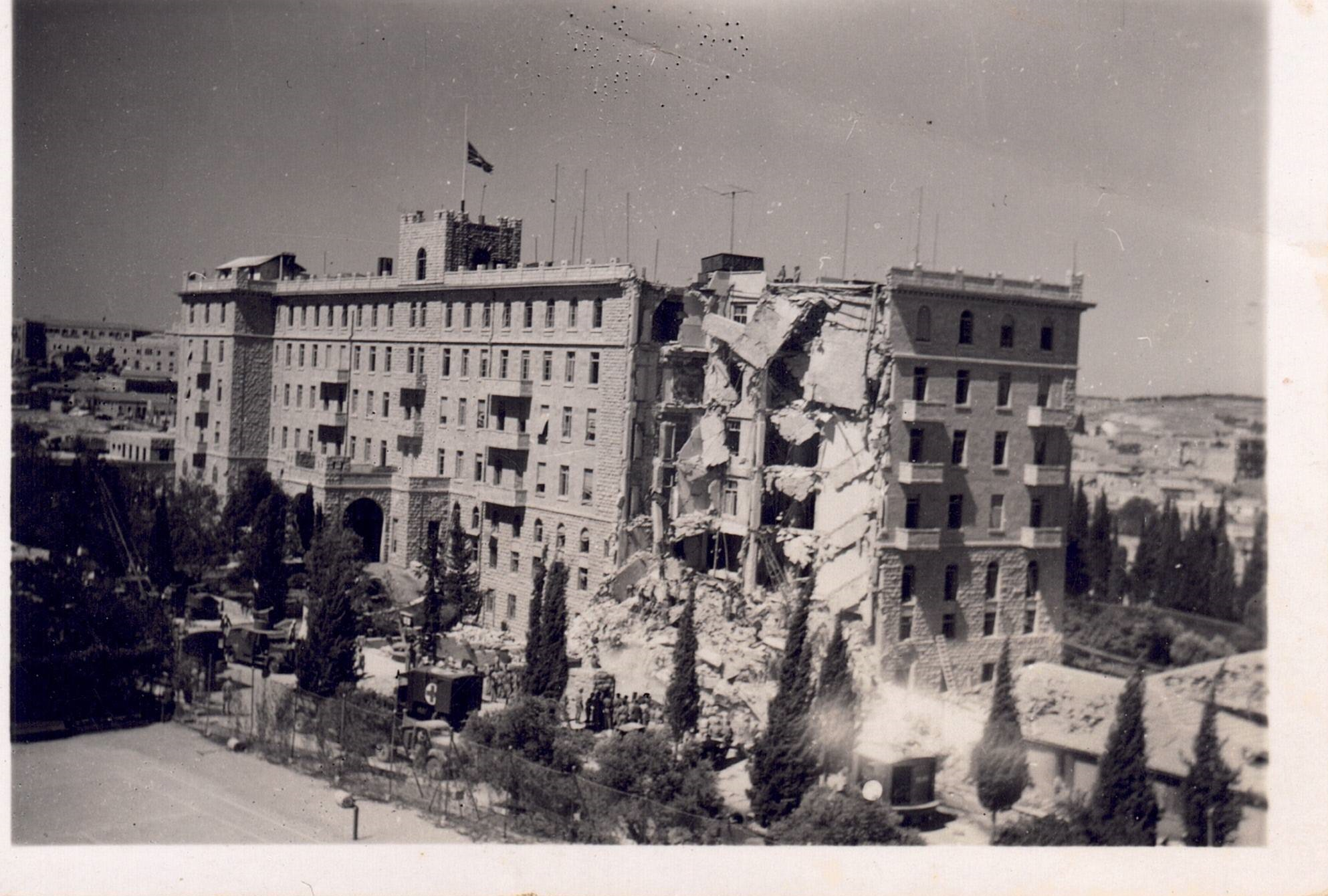
A destruição do Hotel King David em 22 de julho de 1946

Informações vazadas e obtidos pela imprensa dos Estados Unidos levaram à publicação de um relato do plano. O presidente Truman foi encorajado por seu conselheiro, James F. Byrnes, a fazer uma declaração pública em apoio ao plano Morrison-Grady após a reunião de Byrnes com Clement Attlee e Bevin em Paris. Truman não fez tal declaração e o ataque ao Hotel King David motivou os britânicos a tentar implementar o plano Morrison-Grady.
Em resposta ao plano, a Agência Judaica decidiu colonizar o Negev no esquema que ficou conhecido como os 11 pontos no Negev. 